# Prepotto
Prepotto( Prapot en frioulan, Prapotno en slovène) est une commune italienne d'environ 1000 habitants, de la province d'Udine dans la région autonome du Frioul-Vénétie Julienne en Italie.

## Administration
| Période                                  | Période | Identité | Étiquette | Qualité |
| ---------------------------------------- | ------- | -------- | --------- | ------- |
|                                          |         |          |           |         |
| Les données manquantes sont à compléter. |         |          |           |         |

### Communes limitrophes
Cividale del Friuli, Corno di Rosazzo, Dolegna del Collio, San Leonardo, San Pietro al Natisone, Stregna